# Doktor X
Doktor X (Alternativtitel: Der geheimnisvolle Dr. X; englischer Originaltitel: Doctor X) ist ein Horror/Kriminalfilm von Michael Curtiz aus dem Jahr 1932.
Der Film wurde in einem frühen Technicolor-Verfahren (Technicolor Process No. 3) gedreht, das keine blaue Farbe darstellen kann. Bis 1989 eine restaurierte Farbfassung erschien, wurde der Film fast nur in Schwarzweiß aufgeführt. In Deutschland war Doktor X zum ersten Mal am 15. Mai 1979 im NDR-Reihe Das Gruselkabinett unter dem Titel Der geheimnisvolle Doktor X zu sehen.
Der Film entstand nach dem Bühnenstück von Howard W. Comstock und Allen C. Miller.

## Handlung
Lee Taylor ist Reporter und arbeitet an einem Artikel über eine Reihe von Morden an Frauen, die vom sogenannten „Mond-Mörder“ begangen werden. Die Verletzungen der Opfer lassen auf Kannibalismus schließen.
Um an Informationen zu gelangen, verfolgt Taylor die ermittelnden Beamten. Die führen ihn zu einem einsam gelegenen medizinischen Institut, dessen Leiter Doktor Xavier verdächtigt wird, etwas mit den Morden zu tun zu haben. Die Ermittlungen bringen ans Licht, dass mehrere Mitarbeiter des Doktors schon mit Kannibalismus in Berührung gekommen zu sein scheinen. Zwei von ihnen waren nach einem Schiffbruch mit einem Dritten in einem Rettungsboot, dieser dritte Mann verschwand unter nicht näher bezeichneten Umständen. Ein weiterer Mitarbeiter Dr. Xaviers, der undurchsichtige Dr. Wells, ist die führende Kapazität auf dem Gebiet der Kannibalismusforschung. Dr. Wells, der eine künstliche, in einem schwarzen Handschuh versteckte Hand hat, ist es gelungen, menschliches Fleisch künstlich herzustellen.
Dr. Xavier, über die Morde und die Vorgänge in seinem Labor beunruhigt, versucht mit Hilfe einer selbstkonstruierten Apparatur den Mörder, der nur er oder einer seiner Mitarbeiter sein kann, zu entlarven. Der Plan misslingt, Rowitz fällt dem Mond-Mörder zum Opfer. Um den Mörder, der sich in Xaviers Institut befinden muss, dennoch zu fangen, ist Xaviers Tochter Joan bereit, den Köder zu spielen.
Dr. Wells ist, wie sich herausstellt, nicht nur der Mörder, sondern durch seine Versuche, mit dem künstlich hergestellten Fleisch seine Hand wiederherzustellen, zu einem Monster mit übermenschlicher Kraft geworden, hat aber seinen Verstand und seine Persönlichkeit verloren.
Zwischen Xavier, Taylor und Joan einerseits und Dr. Wells auf der anderen Seite entbrennt ein mörderischer Kampf, bei dessen finalem Showdown das Ungeheuer unterliegt.

## Synchronisation
Die deutsche Synchronfassung entstand 1981.
| Rolle                | Darsteller           | Synchronsprecher     |
| -------------------- | -------------------- | -------------------- |
| Dr. Jerry Xavier     | Lionel Atwill        | Horst Naumann        |
| Joan Xavier          | Fay Wray             | Sabina Trooger       |
| Lee Taylor           | Lee Tracy            | Eckart Dux           |
| Dr. Wells            | Preston Foster       | Berno von Cramm      |
| Dr. Duke             | Harry Beresford      | Hans Jürgen Diedrich |
| Dr. Rowitz           | Arthur Edmund Carewe | Klaus Guth           |
| Dr. Haines           | John Wray            | Reinhard Glemnitz    |
| Mamie                | Leila Bennett        | Monika John          |
| Otto                 | George Rosener       | Fred Maire           |
| Kommissar Stevens    | Robert Warwick       | Hartmut Reck         |
| Detective O’Halloran | Willard Robertson    | Alexander Allerson   |
| Mike, Polizist       | Harry Holman         | Gernot Duda          |

## Kritiken
Der zeitgenössische Kritiker Mordaunt Hall lobte in der New York Times die „bemerkenswerten Kulissen“ der Laboratorien. Doktor X sei eine Produktion, die Frankenstein beinahe zahm und freundlich aussehen lasse. Doktor X erhält in der Internet Movie Database eine Bewertung von 6,5 von 10 Sternen. Die Online-Filmdatenbank vergab 6,2 von 10 Punkten. Bei Rotten Tomatoes erreicht der Film 71 % Weiterempfehlungen.
Der Film bietet laut Halliwell’s Filmguide ein „faszinierendes, der deutschen Tradition verhaftetes, hervorragendes und äußerst amüsantes Horror-Spektakel ... Die Einstellungen, das Spiel von Licht und Schatten und der abschließende Kampf mit dem Menschenmonster sind geradezu überwältigend“.

## Sonstiges
Eine 35-mm-Farbkopie (in Zweifarb-Technicolor) des Films zeigt gemäß Everson (Classics of the Horror Film), dass im Film Farbe fantasievoll eingesetzt wurde.
Doctor X gewann zusätzliche Bekanntheit in den 1970er Jahren, dadurch dass er im Refrain von Science Fiction/Double Feature, dem Eröffnungssong der The Rocky Horror Picture Show, genannt wird.
Die Musikformation Die Form verwendete in ihrem gleichnamigen Lied Doctor X aus dem Album Ad Infinitum (1991) ein Sample aus dem Film.